# المتكبر (أسماء الله الحسنى)
المُتَكَبِّر اسم من أسماء الله الحسنى، ومعناه الذي تكبر بربوبيته فلا شيء مثله، المتكبر عن كل سوء، المتعظم عما لا يليق به من صفات الحدث والذم، وأصل الكبر والكبرياء الامتناع وعَدَم الانقياد.

## تعريف اسم الله المتكبر

### لغة
(التَّكَبُّرُ) وَ (الِاسْتِكْبَارُ) التَّعَظُّمُ. وَ (الْكِبْرُ) بِالْكَسْرِ الْعَظَمَةُ وَكَذَا (الْكِبْرِيَاءُ) مَكْسُورًا مَمْدُودًا. والكِبْرُ [الكُبْرُ]: ‌الرِّفْعَةُ ‌فِي ‌الشَّرَفِ؛ وقال ابْنُ سِيدَهْ: الكِبْر، بِالْكَسْرِ، وَالْكِبْرِيَاءُ الْعَظَمَةُ وَالتَّجَبُّرُ ؛ ويقال: أكبرت الشيء: استعظمته، وَقد تَكَبَّر واسْتَكْبَر وتَكابَر، وَقيل: تَكَبَّر من الكِبْرِ، وتَكابَر من السِّنِّ. والتَّكَبُّر والاسْتِكْبار: التَّعَظُّم. وَقَوله تَعَالَى:﴿سَأَصْرِفُ عنْ آياتيَ الذينَ يَتَكَبَّرونَ فِي الأَرْض بِغَيْرِ الحقِّ﴾ قَالَ الزَّجَّاج: معنى يتكبَّرون أنَّهم يَرَوْن أنَّهم أفضلُ الخَلْق، وأنّ لَهُم منَ الحقِّ مَا لَيْسَ لغَيرهم، وَهَذِه لَا تكون إِلَّا لله خاصَّة، لِأَن الله سبحانه وتعالى هُوَ الَّذِي لَهُ القُدْرَة والفَضل الَّذِي لَيْسَ لأحد مثله وَذَلِكَ الَّذِي يَستحِقُّ أَن يُقال لَهُ المُتَكَبِّر، وَلَيْسَ لأحدٍ أَن يتَكَبَّر، لأنَّ النَّاس فِي الْحُقُوق سواءٌ، فَلَيْسَ لأحد مَا لَيْسَ لغيره، وَقيل: إنَّ يتَكَبَّرون" هُنَا من الكِبَرِ لَا من الكِبْرِ، أَي يَتَفَضَّلون ويَرَوْن أنّهم أفضلُ الخَلْق.

### اصطلاحاً
‌ قَالَ الزَّجَّاج: المتكبر هُوَ متفعل من الْكبر وأصل تفعل فِي الْكَلَام مَوْضُوع لمن تعاطى الشَّيْء وَلَيْسَ هُوَ من أَهله يُقَال تحلم فلَان وتعظم وَقَالَ حاتم الطائي: (تحلم عَن الأدنين واستبق ودهم … وَلنْ تَسْتَطِيع الْحلم حَتَّى تحلماً).
وقال الخطابي: "المتكَبر: هُوَ المتعَالِي عَنْ صِفَات الخَلْقِ، وَيُقَال: هُوَ الذِي يَتَكَبر عَلَى عُتَاةِ خَلْقِهِ إذَا نَازَعوْهُ العَظَمَةَ، فَيَقْصمُهُمْ وَالتاءُ فِي ‌المتكبر تَاءُ التفَرُّدِ والتخْصُّصِ بالكبْرِ، لَا تَاءُ التَّعَاطِي والتَّكَلُّفِ. والكِبرُ لَا يَلِيقُ بِأحَدٍ مِنَ المخْلُوقِيْنَ، وإنما سِمَةُ العَبِيد الخُشُوعُ، والتَّذلُّلُ....... وَقِيْلَ: إن المُتَكبر مِنَ الكِبْرِياءِ الذي هُوَ عظَمَة اللهِ، لا مِنَ الكِبْرِ الَّذِي هُوَ مَذْمُومٌ فِي الخَلْقِ. 
وقال البيهقي: ‌الْمُتَكَبِّرُ: هُوَ الْمُتَعَالِي عَنْ صِفَاتِ الْخَلْقِ، وَهَذِهِ صِفَةٌ يَسْتَحِقُّهَا بِذَاتِهِ، وَقِيلَ: هُوَ الَّذِي يَتَكَبَّرُ عَلَى عُتَاةِ خَلْقِهِ إِذَا نَازَعُوهُ الْعَظَمَةَ فَيَقْصِمُهُمْ.
وقال الحليمي: هو المكلم عباده وحياً، وعلى ألسنة الرسل- يعني في الدنيا- قال الله تعالى: ﴿وَمَا كَانَ لِبَشَرٍ أَنْ يُكَلِّمَهُ اللَّهُ إِلَّا وَحْيًا أَوْ مِنْ وَرَاءِ حِجَابٍ أَوْ يُرْسِلَ رَسُولًا فَيُوحِيَ بِإِذْنِهِ مَا يَشَاءُ﴾.
وقال أبو حامد الغزالي: المتكبر: هُوَ الَّذِي يرى الْكل حَقِيرًا بِالْإِضَافَة إِلَى ذَاته وَلَا يرى العظمة والكبرياء إِلَّا لنَفسِهِ فَينْظر إِلَى غَيره نظر الْمُلُوك إِلَى العبيد فَإِن كَانَت هَذِه الرُّؤْيَة صَادِقَة كَانَ التكبر حَقًا وَكَانَ صَاحبهَا متكبرا حَقًا وَلَا يتَصَوَّر ذَلِك على الْإِطْلَاق إِلَّا لله عز وجل وَإِن كَانَ ذَلِك التكبر والاستعظام بَاطِلا وَلم يكن مَا يرَاهُ من التفرد بالعظمة كَمَا يرَاهُ كَانَ التكبر بَاطِلا ومذموما وكل من رأى العظمة والكبرياء لنَفسِهِ على الْخُصُوص دون غَيره كَانَت رُؤْيَته كَاذِبَة وَنَظره بَاطِلا إِلَّا الله.

## في القرآن الكريم
ورد مرة واحدة في القرآن الكريم في قوله تعالي : ﴿هُوَ اللَّهُ الَّذِي لَا إِلَهَ إِلَّا هُوَ الْمَلِكُ الْقُدُّوسُ السَّلَامُ الْمُؤْمِنُ الْمُهَيْمِنُ الْعَزِيزُ الْجَبَّارُ الْمُتَكَبِّرُ سُبْحَانَ اللَّهِ عَمَّا يُشْرِكُونَ ۝٢٣﴾.

## في السنة النبوية
عن أبي هريرة أن رسول الله ﷺ قال فيما يرويه عن ربه تبارك وتعالى أنه قال: 
| ” | الكبرياء ردائي، والعظمة إزاري، فمن نازعني في واحد منهما قصمته، ثم قذفته في النار | “ |

## أقوال السلف في معناه
قال ابن الجوزي: فأما المتكبر ففيه خمسة أقوال:
- أنه الذي تكبر عن كل سوء. قاله: قتادة .
- أنه الذي تكبر عن ظلم عباده. قاله: الزجاج .
- أنه ذو الكبرياء، وهو الملك. قاله: ابن الأنباري .
- أنه المتعالي عن صفات الخلق.
- أنه الذي يتكبر على عتاة خلقه إذا نازعوه العظمة فقصمهم.

ذكرهما الخطابي - يعني القولين الأخيرين - وقال: التاء في المتكبر تاء التفرد والتخصص، لأن التعاطي والتكلف والكبر لا يليق بأحد من المخلوقين، وإنما سمة العبد الخضوع والتذلل، وقيل: إن المتكبر من الكبرياء الذي هو عظمة الله، لا من الكبر الذي هو مذموم في الخلق.
- وقال حميد بن ثور : «عفت مثل ما يعفو الفصيل فأصبحت بها كبرياء الصعب وهي ذلول»